# Territorios federales de México
Dentro de la organización territorial de México, los territorios federales fueron aquellas regiones que, cuando el federalismo se instauró en 1824, no contaban con la población necesaria para erigirse como estados y por tanto fueron designados como territorios administrados por el gobierno federal. En la actualidad no existe ninguno, pues todos se han conformado como estados.

## Mapas

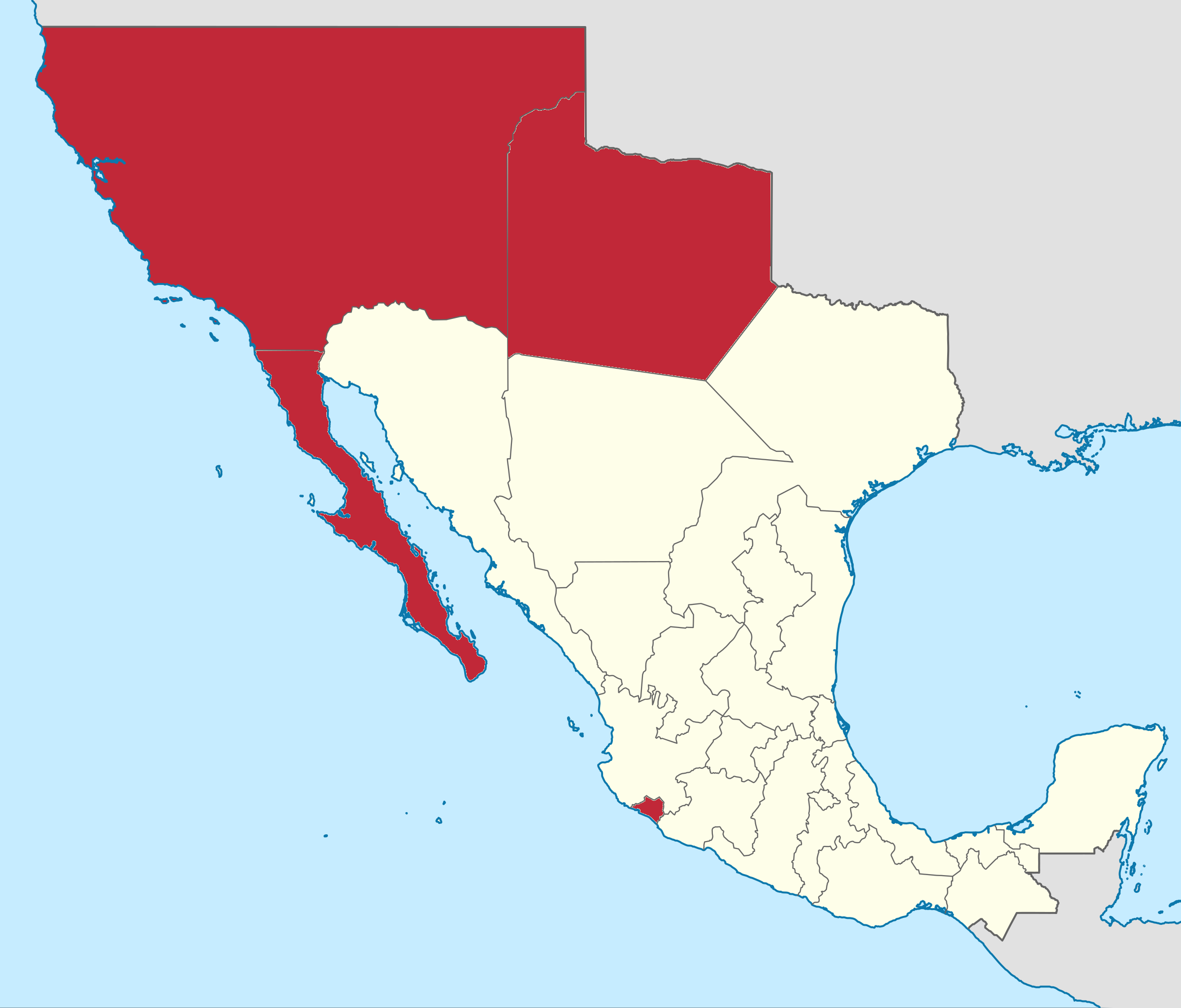
En rojo, territorios federales en 1824.
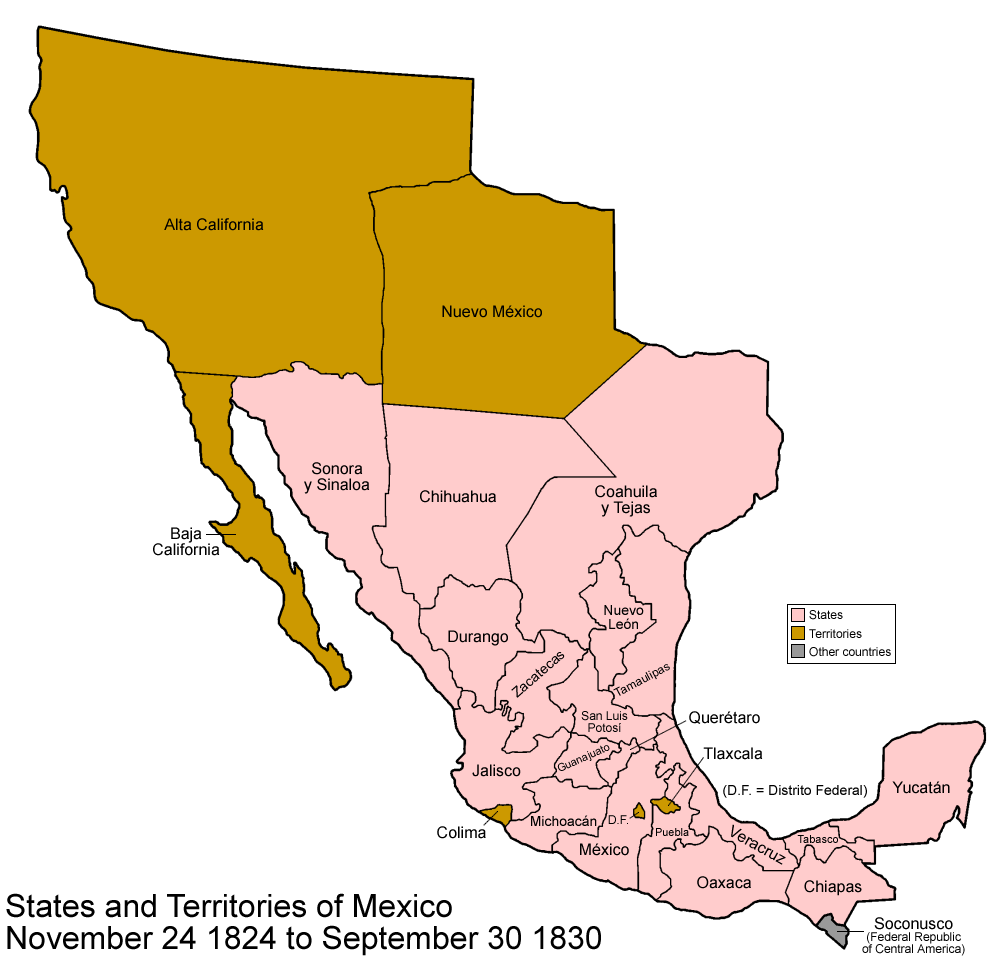
En café, territorios federales en 1830.
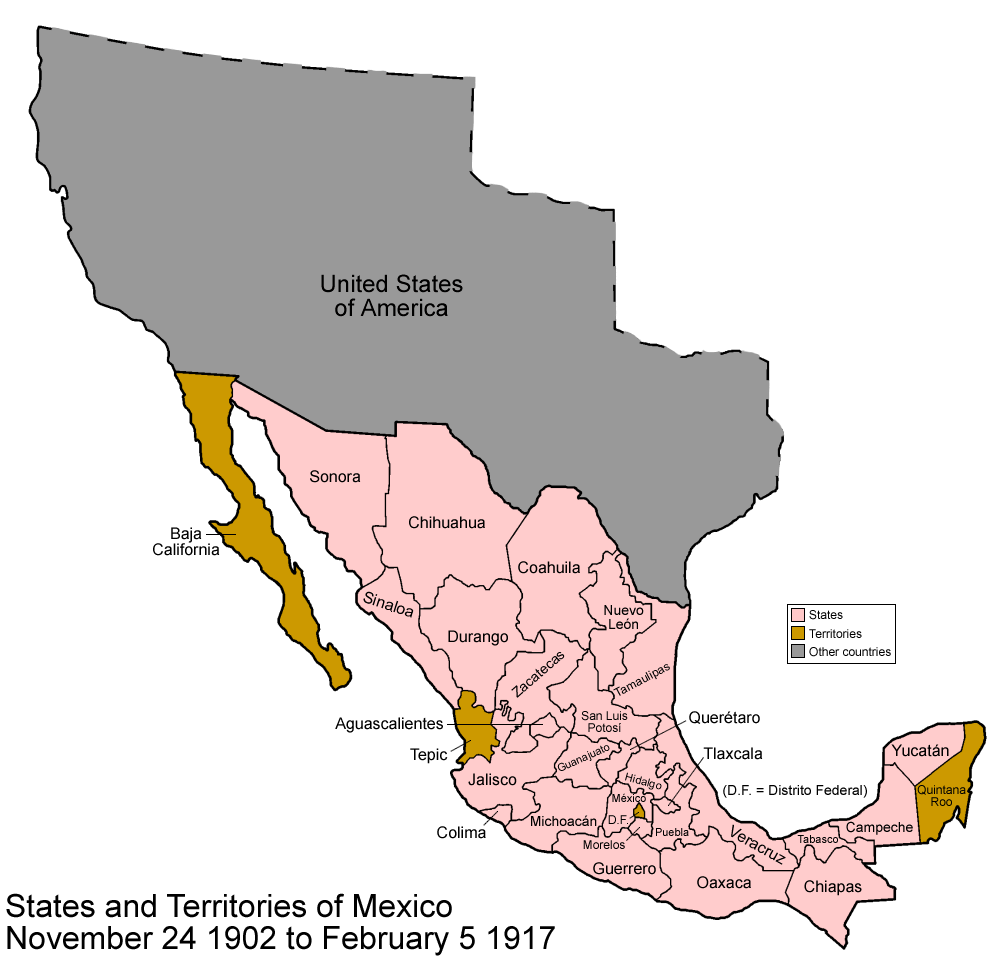
En café, territorios federales en 1902.

## Territorios federales desaparecidos
| Territorio                               | Creación | Desaparición | Entidad (es) de origen               | Sucesión como estado | Sucesión como territorios                       | Reintegración a                      |
| ---------------------------------------- | -------- | ------------ | ------------------------------------ | -------------------- | ----------------------------------------------- | ------------------------------------ |
| Territorio de Aguascalientes             | 1835     | 1857         | Zacatecas                            | Aguascalientes       | —                                               | —                                    |
| Territorio de Alta California            | 1824     | 1848         | Provincia de Alta California         | —                    | —                                               | —                                    |
| Territorio de Baja California            | 1824     | 1930         | Provincia de Baja California         | —                    | Norte de Baja California Sur de Baja California | —                                    |
| Territorio Norte de Baja California      | 1930     | 1952         | Territorio de Baja California        | Baja California      | —                                               | —                                    |
| Territorio Sur de Baja California        | 1930     | 1974         | Territorio de Baja California        | Baja California Sur  | —                                               | —                                    |
| Territorio del Bravo                     | 1914     | 1917         | Chihuahua                            | —                    | —                                               | Chihuahua                            |
| Territorio del Carmen                    | 1853     | 1857         | Tabasco Yucatán                      | —                    | Territorio de Campeche e Isla del Carmen        | Tabasco                              |
| Territorio de Campeche e Isla del Carmen | 1858     | 1862         | Territorio del Carmen Yucatán        | Campeche             | —                                               | —                                    |
| Territorio de Colima                     | 1824     | 1857         | —                                    | Colima               | —                                               | —                                    |
| Territorio de Jiménez                    | 1914     | 1917         | Chihuahua                            | —                    | —                                               | Chihuahua                            |
| Territorio de Morelos                    | 1914     | 1917         | Morelos                              | Morelos              | —                                               | —                                    |
| Territorio de Quintana Roo               | 1902     | 1974         | Yucatán                              | Quintana Roo         | —                                               | —                                    |
| Territorio de Santa Fe de Nuevo México   | 1824     | 1848         | —                                    | —                    | —                                               | —                                    |
| Territorio de Sierra Gorda               | 1853     | 1857         | Querétaro San Luis Potosí Guanajuato | —                    | —                                               | Querétaro San Luis Potosí Guanajuato |
| Territorio de Tehuantepec                | 1853     | 1857         | Veracruz Oaxaca                      | —                    | —                                               | Veracruz Oaxaca                      |
| Territorio de Tepic                      | 1884     | 1917         | Jalisco                              | Nayarit              | —                                               | —                                    |
| Territorio de Tlaxcala                   | 1824     | 1857         | Puebla                               | Tlaxcala             | —                                               | —                                    |